# NとS
『NとS』（エヌとエス）は、金田一蓮十郎による日本の漫画作品。『デザート』（講談社）にて、2018年3月号より2024年2月号まで連載。

## あらすじ
カフェでアルバイトをしている木下新菜は、常連の漫画家・小田が本を落としたことがきっかけで話し、新菜の淹れたコーヒーを美味しいと感じてくれたことにより、彼に惹かれ始める。交際に発展し、順調に過ごしていた2人だが、小田が新菜の通う高校の担任の教師として転任してきたことにより状況が一変。自分が生徒であると小田に話そうとした新菜だったが言えず、雰囲気で一線を越える。姉に相談し、決意を固め、ついに小田に打ち明ける。小田は新菜に学生時代、友人が教師と教え子の恋愛をし、大変な目にあった話をする。小田のためを思い、新菜は「別れる」のではなく「なかったことにする」という提案をする。そして互いのためを思い、新菜と小田の交際が終了した。
「素敵な男子と出会い、キラキラした高校生活を送る」と小田に宣言した新菜。もともと恋愛関係への興味が強くない新菜は、次の出会いへと気持ちを切り替えられずにいた。そのため、恋愛以外のキラキラを模索し、演劇部に入部を決意。その少し前より、学業の成績が悪いため、カフェの定休日に小田に勉強を見て貰うことになる（補習）。教師の山野が女生徒を妊娠させたという噂が流れたことがきっかけで、迷惑をかけないためにも補習を終わらせ、2人は「なかったこと」ではなく、きちん別れる決意をする。今度こそ離れるはずが、小田が演劇部の顧問になり失敗。新菜は小田と他人にバレないために口裏合わせをする、共闘関係を確立する。
演劇部の合宿後、新菜は小田以外の相手に目を向ける努力をするが、上手くいかない。円に平井を薦められ、意識する新菜。修学旅行中、新菜が班とは別に単独で手塚治虫記念館に行くと、小田と遭遇。そこで小田に好意を向けることが迷惑だと考えた新菜は、小田に安心して貰うために「好きな人ができた」と嘘をつく。小田はその相手が平井だと思い込み、新菜と平井は両想いであると勘違いをする。演劇部の人手不足により、平井が入部する。平井は新菜のことが気になり始める。

## 登場人物
木下 新菜（きのした にいな）
片貝高校2年B組の生徒。
落ち着いていて、雰囲気が所帯じみている。タレ目。背が高いことがコンプレックス。中学生の時からカフェの手伝いをしているため、言葉遣いや所作が丁寧。アルバイトに楽しみを感じ、バリスタの勉強をしている。将来はおじのカフェを継ぎたいと考えている。生徒指導室に呼び出されるほど、英語の成績が悪い。他の学業の成績もよくない。地頭が悪いわけではないため、小田の補習の成果が出て、2年1学期の期末テストの成績が少し上がった。作文が得意なため、演劇部で脚本を執筆することになる。演技は出来ず、大根。
小田 朔（おだ さく）
新人漫画家。穏やかに見えるが、意外と頑固な性格。
新菜の担任教師で、担当教科は英語。学校では笑顔を見せず、生徒からクールな印象を持たれるような態度で過ごす。そのため、生徒からの評判はよくない。彼女の惚気話をしたため、可愛い婚約者がいるという噂が流れている。山野がいなくなったため、代わりに演劇部の顧問になる。金魚すくいが上手。

### 演劇部の関係者
平井 深（ひらい しん）
新菜のクラスメート。マイペースなイケメン。
初登場時からバイトを探しており、新菜のアルバイト先のカフェで働くことになる。修学旅行では新菜と同じ班。弟がおり、一番下は小学2年生。妹もいる。
西川 円（にしかわ まどか）
新菜と同じクラスの友達。演劇部に所属。3年がいなくなった後は、部長になる。
彼氏を作ろうとしているが出来ない。同性とは気兼ねなく話すことが出来る。千里兄弟に可愛いと言われている。歌が上手。
楠葉 雅（くずは みやび）
演劇部員。2年。玲の妹。
千里 中（せんり あたる）、千里 央（せんり なかば）
演劇部員。1年。双子の兄弟。可愛い外見をしている。
ホクロが左にあるのが兄の中、右にあるのが弟の央。
恵美須 楓（えびす かえで）
演劇部員。1年。背が高い。楓曰く「世界一カッコイイJK」。
塚本 茉里奈（つかもと まりな）
演劇部員。1年。
今宮 咲（いまみや さき）
演劇部員で脚本と演出を担当。3年。
映画監督と演出家の両親を持つサラブレッド。小田の漫画を作者買いしているくらい好きでファン。
滝山 貴仁（たきやま たかひと）
演劇部の部長。3年。演劇マニア。
能勢 亜弓（のせ あゆみ）
演劇部の副部長。3年。
楠葉 玲（くずは れい）
演劇部員。3年。ナルシスト。妹の雅に男女交際は早いと考えている。ファンクラブがある。
絹延 晶（きぬのべ あきら）
演劇部員。3年。
山野（やまの）
教師。演劇部の元顧問。
女性徒を妊娠させたという噂が流れ、懲戒処分または他の学校へ転勤という処分が下る。

### 新菜の家族・親類
店長
新菜のおじ。カフェ「Pansy（パンジー）」の店長。元は友人と共にカフェを経営していたが、友人亡き後は新菜が手伝うことで店を続けている。
新菜の姉
社会人。
恋愛相談に乗るくらい、新菜との仲は良好。社会人になるまでは、新菜の勉強を見ていた。

### その他の人物
武田（たけだ）
大学生で、車の免許を持っている。悪い人ではないが、軽い。

## 書誌情報
- 金田一蓮十郎『NとS』講談社〈講談社コミックス デザート〉、全8巻 
  1. 2018年10月12日発売[3][4]、ISBN 978-4-06-513176-3
  2. 2019年7月12日発売[5][6]、ISBN 978-4-06-516312-2
  3. 2020年5月13日発売[7]、ISBN 978-4-06-519535-2
  4. 2021年2月12日発売[8]、ISBN 978-4-06-522339-0
  5. 2021年11月12日発売[9]、ISBN 978-4-06-525950-4
  6. 2022年8月12日発売[10]、ISBN 978-4-06-528876-4
  7. 2023年5月12日発売[11]、ISBN 978-4-06-531734-1
  8. 2024年2月13日発売[12]、ISBN 978-4-06-534641-9